# Sveti Ciril
Sveti Ciril (grško: Κύριλλος , starocerkvenoslovansko: Кирилъ), bizantinski menih, teolog in jezikoslovec, svetnik, * 827, † 14. februar 869.
Ciril je s svojim bratom Metodom pokristjanjeval Slovane. Pripisujejo jima uvedbo glagolice, včasih pa tudi cirilice. Za časa življenja je bil znan kot Konstantin, ime Ciril so mu verjetno nadeli malo pred ali po smrti.